# Otto Weißker

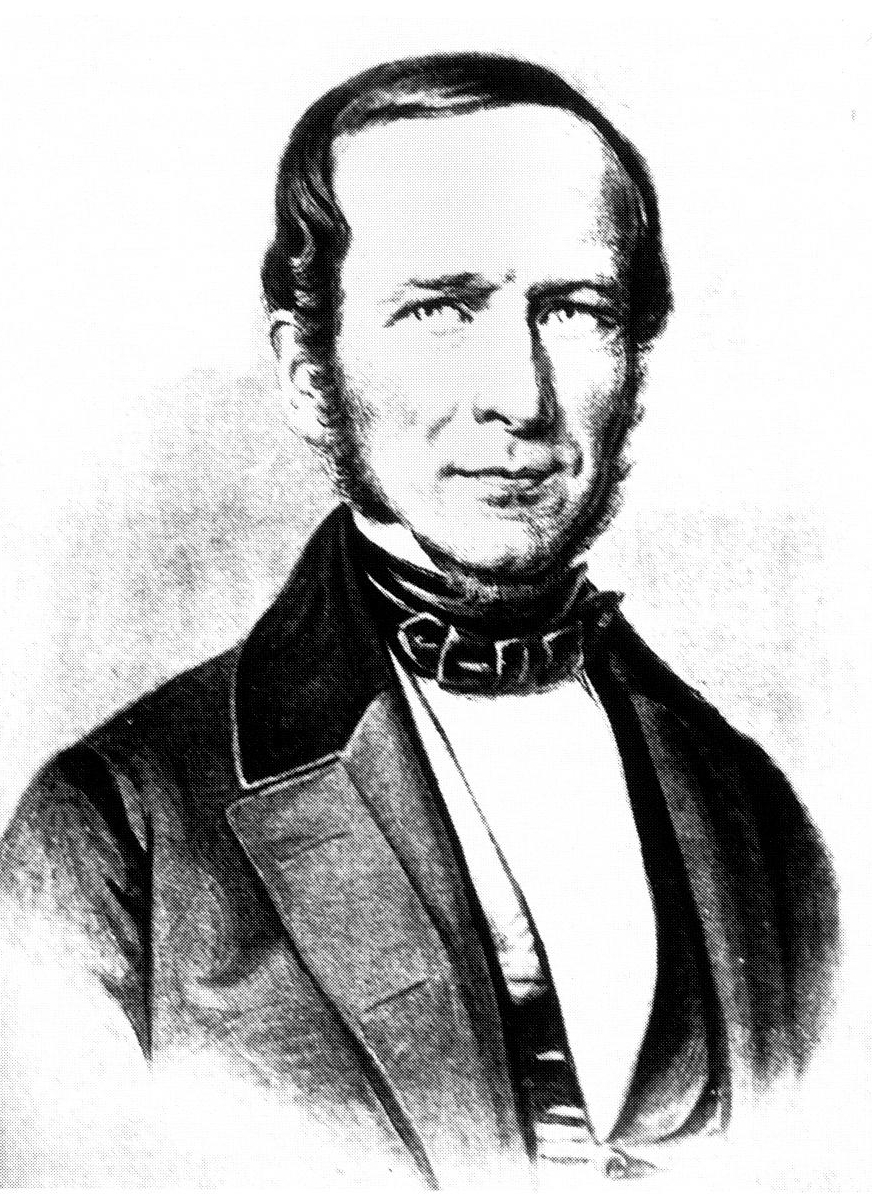
Otto Weißker

Otto Clemens Weißker (* 11. November 1808 in Schleiz; † 1. April 1865 ebenda) war ein deutscher Jurist und Abgeordneter.

## Familie
Weißker war ein Sohn des Amtmanns in Schleiz Friedrich Christian Weißker (1781–1852) und dessen Ehefrau Renate Karoline geborene Geldern. Seine Brüder Albrecht (1817–1898) und Moritz (1814–1860) wurden ebenfalls Abgeordnete. Weißker, der evangelisch-lutherischer Konfession war, heiratete am 1. Oktober 1835 in Saalburg Friederike Wilhelmine Sieler (* 3. Dezember 1811 in Saalburg; † 6. Mai 1892 in Schleiz), die Tochter des Archidiaconus Johann Gottlieb Sieler in Saalburg. Der gemeinsame Sohn Heinrich Weißker (* 1854) wurde ebenfalls Abgeordneter. Der Abgeordnete Gustav Behr war ein Schwager.

## Leben
Weißker besuchte das Rutheneum und studierte nach dem 1826 abgelegten Abitur bis 1829 Rechts- und Staatswissenschaften in Jena. Nach dem Examen, das er in Gera mit der Note "rühmlichst" ablegte, war er Akzessist beim Stadtrat in Schleiz. Ab dem 8. September 1830 war er Advokat und Notar in Schleiz. Im gleichen Jahr wurde er Senator beim Stadtrat von Schleiz und dort stellvertretende Stadtsyndikus. 1831 erhielt er die Zulassung als Advokat im Fürstentum Lobenstein-Ebersdorf und lebte 1831 bis 1841 als Advokat in Hirschberg. 1841 bis 1853 war er für die Verwaltung der Gerichtshaltereien in Frankendorf, Schilbach, Zollgrün, Pirk, Göritz und die Oberpfarrgerichte Tanna und Göttendorf zuständig. 1846 bis 1848 war er auch für das Oberpfarrgericht Crispendorf zuständig. Für diese Patrimonialgerichte siehe Gerichte in Reuß jüngerer Linie. Ab 1840 war er auch Stadt- und Kirchkastenschreiber in Tanna und ab 1844 Stadtrichter dort. In Tanna kam es zu Konflikten zwischen der Stadt und Weißker. Man warf ihm Erpressung und Zinswucher vor (die Untersuchung des Justizamtes Hohenleuben wurde 1848 ohne Beanstandungen eingestellt). 1848 legte er das Amt als Stadtrichter nieder. Grund war die Kürzung des Gehaltes von 366 auf 200 Taler und Weißkers Vorwurf, die Stadt habe die Durchführung der Löschung seines Hauses zögerlich betrieben.
1848 wurde er Stadtsyndikus in Schleiz. Ab dem 9. Juli 1853 war er Vorstand beim Justizamt Schleiz, 1. Abteilung mit dem Titel "Justizamtmann" (ab dem 23. Dezember 1860: Justizrat). Am 1. Juli 1863 wurde er Erster Rat beim Kreisgericht Schleiz mit dem Titel Kreisgerichtsrat.
Bis Dezember 1861 war er Mitglied im Gemeinderat in Schleiz. Vom 1. Oktober 1857 bis zum 6. Dezember 1859 war er Mitglied im Landtag Reuß jüngerer Linie. Im Landtag war er vom 1. bis 5. Oktober 1857 interimistischer Schriftführer und dann Landtagspräsident.